# (3093) Берггольц
(3093) Берггольц (лат. Bergholz) — типичный астероид главного пояса, открыт 28 июня 1971 года советским астрономом Тамарой Смирновой в Крымской астрофизической обсерватории и 31 мая 1988 года назван в честь советской поэтессы, прозаика и драматурга Ольги Берггольц.

## Обнаружение и именование
(3093) Берггольц
Открыт 28 июня 1971 года в Научном Т. М. Смирновой.
Назван в память о талантливой поэтессе и писательнице Ольге Фёдоровне Берггольц (1910—1975).
Оригинальный текст (англ.)3093 Bergholz
Discovered 1971-06-28 by Smirnova, T. at Nauchnyj.
Named in memory of Ol'ga Fedorovna Bergholz (1910—1975), talented poetess and writer.
Источники: DISCOVERY.DB; M.P.C. 13174.

## Орбита

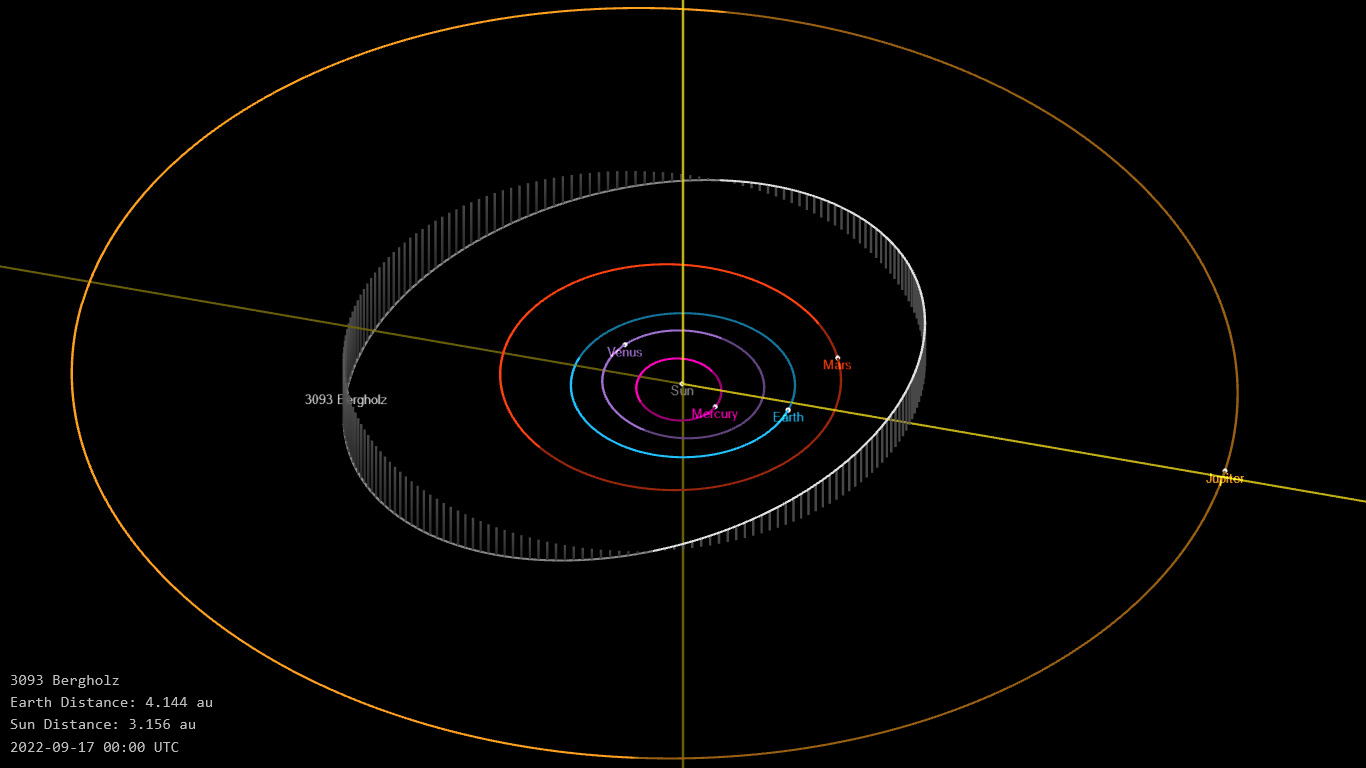
Орбита астероида Берггольц и его положение в Солнечной системе

## Физические характеристики
Астероид относится к таксономическому классу S.
По результатам наблюдений в видимом и ближнем инфракрасном диапазоне космического телескопа NEOWISE и наблюдений в инфракрасном диапазоне спутника Akari диаметр астероида сначала оценивался равным 13,855±0,101 км, позже — 13,24±0,39 км, 10,25±2,00 км и 12,994±0,153 км. Согласно тем же источникам альбедо оценивается как 0,2544±0,0470, 0,261±0,017, 0,26±0,17 и 0,288±0,035.